# Epipactis alata
Epipactis alata är en orkidéart som beskrevs av Leonid Vladimirovitj Averjanov och Peter Gennadievich Efimov. Epipactis alata ingår i släktet knipprötter, och familjen orkidéer. Inga underarter finns listade i Catalogue of Life.